# Penisola Ridge
La penisola Ridge (Peninsula Ridge) si trova nella parte più meridionale dello stato dell'Alaska (USA).

## Geografia fisica
La penisola, lunga 37 chilometri e larga 13 chilometri, amministrativamente appartiene al Borough di Ketchikan Gateway. Si trova all'interno della Tongass National Forest, e più in particolare è compresa nella parte più meridionale del Misty Fiords National Monument (un parco nazionale dell'Alaska situato a circa 64 km ad est di Ketchikan).
Le coste occidentali della penisola si affacciano sull'Arcipelago Alessandro in prossimità dell'insenatura Dixon Entrance. In dettaglio la penisola è circondata a nord dal fiordo della Boca de Quadra (Boca de Quadra) e dalla baia di Vixen (Vixen Bay), a est è collegata al continente americano, a sud dalla baia di Nakat (Nakat Bay) che è collegata direttamente all'insenatura Dixon Entrance, mentre a ovest è bagnata dal canale di Revillagigedo (Revillagigedo Channel).

### Baie, Insenature e altre masse d'acqua
Intorno alla penisola sono presenti le seguenti insenature marine (da nord in senso orario).
- Baia di Vixen (Vixen Bay)[4] 55°03′17″N 130°47′36″W - La baia è collegata al fiordo della Boca de Quadra (Boca de Quadra) e contiene alcune piccole isole (Gannet Island, Raven Island e Gosling Island)
- Insenatura di Nakat  (Nakat Inlet)[5] 54°53′38″N 130°44′29″W
- Baia di Harry (Harry Bay)[6] 54°49′13″N 130°46′52″W - La baia si trova tra l'insenatura di Nakat  (Nakat Inlet) e la baia di Nakat (Nakat Bay). All'entrata della baia si trova l'isola di Slim (Slim Island).
- Baia di Nakat (Nakat Bay)[7] 54°46′59″N 130°46′22″W - La baia è collegata all'insenatura Dixon Entrance e alla parte iniziale (a sud) canale di Revillagigedo (Revillagigedo Channel).

Lato occidentale - canale di Revillagigedo (Revillagigedo Channel):
- Baia di Boat (Boat Harbor)[8] 54°47′22″N 130°54′18″W - La baia è ampia quasi un chilometro.
- Baia di Foggy (Foggy Bay)[9] 54°58′04″N 130°58′46″W - All'interno della baia si trova l'insenatura di Very (Very Inlet). La baia è circondata dalle isole di De Long (De Long Islands).
- Baia di Kah Shakes (Kah Shakes Cove)[10] 55°02′30″N 130°58′53″W - La baia riceve le acque del lago omonimo (Kah Shakes Lake).
- Baia di Butlhead Cove (Butlhead Cove)[11] 55°03′33″N 130°57′56″W

### Promontori marini
Intorno alla penisola sono presenti i seguenti promontori marini (da nord in senso orario).
- Promontorio di Orca (Orca Point)[12] 55°07′04″N 130°51′05″W - Il promontorio, con una elevazione di 99 metri, si trova all'interno del fiordo della Boca de Quadra (Boca de Quadra) e segna la punta più settentrionale della penisola.
- Promontorio di Ledge (Ledge Point)[13] 54°48′58″N 130°45′43″W - Il promontorio, con una elevazione di 24 metri, si trova all'interno della baia di Nakat (Nakat Bay) e all'entrata della baia di Harry (Harry Bay).

Promontori lungo il canale di Revillagigedo (Revillagigedo Channel):
- Promontorio di Fox (Cape Fox)[14] 54°46′14″N 130°50′38″W - Il promontorio, con una elevazione di 17 metri, individua il punto più meridionale della penisola.
- Promontorio di Tree (Tree Point)[15] 54°48′11″N 130°55′47″W - Il promontorio, con una elevazione di 3 metri, individua il punto più meridionale del canale.
- Promontorio di Humpy (Humpy Point)[16] 54°49′08″N 130°56′31″W
- Promontorio di Lakekta (Lakekta Point)[17] 54°51′28″N 130°56′56″W - Il promontorio ha una elevazione di 3 metri.
- Promontorio di Foggy (Foggy Point)[18] 54°55′29″N 130°58′30″W - Il promontorio, con una elevazione di 3 metri, segna l'entrata meridionale della baia di Foggy (Foggy Bay).
- Promontorio di Kirk (Kirk Point)[19] 54°59′32″N 131°00′27″W - Il promontorio segna l'entrata settentrionale della baia di Foggy (Foggy Bay).
- Promontorio di Kah Shakes (Kah Shakes Point)[20] 55°03′46″N 130°58′48″W - Il promontorio, con una elevazione di 47 metri, segna l'entrata meridionale (lato sud) del fiordo Boca de Quadra.

### Laghi e lagune
Alcuni laghi presenti nella penisola  (le misure possono essere indicative):
| Nome del lago                        | Quota (m s.l.m.) | Dimensioni in chilometri | Coordinate             | Note                                                                       |
| ------------------------------------ | ---------------- | ------------------------ | ---------------------- | -------------------------------------------------------------------------- |
| Lago di Kah Shakes (Kah Shakes Lake) | 20               | 1,29                     | 55°03′20″N 130°56′23″W | Le acque del lago si immettono nella baia di Kah Shakes (Kah Shakes Cove). |

### Monti
Elenco dei principali monti presenti nella penisola:
| Nome del monte                             | Quota (m s.l.m.) | Coordinate             | |
| ------------------------------------------ | ---------------- | ---------------------- | --- |
| Monte South Quadra (South Quadra Mountain) | 567              | 56°04′16″N 130°54′48″W | Si trova nel nord della penisola                                                                       |
| Monte High (High Mountain)                 | 600              | 54°55′06″N 130°50′50″W | Si trova nel centro della penisola                                                                     |
| Monte Arm (Arm Mountain)                   | 612              | 54°50′54″N 130°46′30″W | Si trova al sud della penisola tra la baia di Harry (Harry Bay) e l'insenatura di Nakat (Nakat Inlet). |
| Colle Round (Round Hill)                   | 462              | 54°50′25″N 130°46′32″W | Si trova al sud della penisola tra la baia di Harry (Harry Bay) e l'insenatura di Nakat (Nakat Inlet). |
| Sella di Harry (Harry Saddle)              | 533              | 54°48′21″N 130°50′23″W | Si trova al sud della penisola.                                                                        |
| Colle Fox (Fox Hill)                       | 168              | 54°46′43″N 130°49′52″W | Si trova al sud della penisola vicino al promontorio di Fox (Cape Fox).                                |

## Etimologia
"Ridge" è un nome descrittivo (=cresta) dato nel 1883 tenente comandante H.E. Nichols della US Navy.